# All Out (2020)
All Out е второто pay-per-view шоу от поредицата AEW All Out, продуцирано от американската кеч федерация All Elite Wrestling (AEW). Излъчва се в събота, 5 септември 2020 г. в Daily's Place в Джаксънвил, Флорида.

## Обща информация
Първоначално All Out трябва да се проведе в Sears Center Arena (преименувана на Now Arena на 1 септември) в предградието на Чикаго Хофман Естейтс, Илинойс на 5 септември 2020 г., на същото място като дебютното шоу и All In (2018) преди това. Поради пандемията от COVID-19 щатът Илинойс ограничава мероприятията до 50 души на 17 март, на фона на декларацията на 9 март за извънредно положение. В доклад от бюлетина на Wrestling Observer се отбелязва, че губернаторът на Илинойс Джей Би Прицкър заявява, че по-големи събития и конвенции няма да бъдат разрешени, докато няма ваксина срещу COVID-19. Поради обстоятелствата, AEW представя по-голямата част от своите програми и турнири от Daily's Place в Джаксънвил, Флорида, без фенове присъстващи след епизода на AEW Dynamite на 18 март; Вместо това AEW използва несъстезаващи се кечисти и други служители, които да бъдат публика на живо. На 21 август AEW започва да продава ограничен брой билети (10–15% от капацитета на залата), позволявайки на зрителите отново да посещават шоута, макар и с групи, разделени на горния балкон и с изискващи се маски за лица. На 29 август AEW обявява, че ще има билети за All Out. Шоуто е излъчено чрез традиционните PPV канали, както и по B/R Live в Северна Америка и FITE TV в международен план.

## Резултати
| Роля                  | Име                             |
| --------------------- | ------------------------------- |
| Коментатори           | Джим Рос (PPV)                  |
| Коментатори           | Екскалибур (Преди шоуто + PPV)  |
| Коментатори           | Тони Шавони (Преди шоуто + PPV) |
| Коментатори           | Таз (Казино Кралска битка)      |
| Испански коментатори  | Алекс Абрахантес                |
| Испански коментатори  | Вили Урбина                     |
| Испански коментатори  | Даша Гонсалес                   |
| Германски коментатори | Гюнтер Сапф                     |
| Германски коментатори | Майк Ритер                      |
| Френски коментатори   | Ален Мистранжело                |
| Френски коментатори   | Норберт Фолан                   |
| Конферансие           | Джъстин Робъртс                 |
| Съдии                 | Обри Едуардс                    |
| Съдии                 | Брайс Ремсбърг                  |
| Съдии                 | Пол Търнър                      |
| Съдии                 | Рик Нокс                        |
| Съдии                 | Майк Поуси                      |
| Интервюиращ           | Алекс Марвес                    |

| №                                                                                     | Резултати | Правила | Време |
| ------------------------------------------------------------------------------------- | --- | --- | ----- |
| 1П                                                                                    | Джоуи Джанела (със Сони Кис) поб. Серпентико (с Лутър) | Индивидуален мач | 7:35  |
| 2П                                                                                    | Private Party (Айсая Касиди и Марк Куин) поб. The Dark Order (Алекс Рейнолдс и Джон Силвър)                                                                                               | Отборен мач | 10:25 |
| 3                                                                                     | Биг Суол поб. Брит Бейкър (с Ребел) чрез нокаут | Мач Зъби и нокти | 10:00 |
| 4                                                                                     | Йънг Бъкс (Мат и Ник Джаксън) поб. Джурасик Експрес (Джънгъл Бой и Лучазоръс) (с Марко Стънт)                                                                                             | Отборен мач | 14:50 |
| 5                                                                                     | Ланс Арчър последен елиминира Еди Кингстън | Казино Кралска битка с 21 души за мач за Световната титла на AEW                                                          | 22:15 |
| 6                                                                                     | Мат Харди поб. Сами Гевара чрез нокаут | Мач Счупени правила If Hardy lost, he would have had to leave AEW.                                                        | 9:00  |
| 7                                                                                     | Хикару Шида (ш) поб. Тъндър Роса | Индивидуален мач за Световната титла при жените на AEW                                                                    | 17:00 |
| 8                                                                                     | Мат Кардона, Скорпио Скай и The Natural Nightmares (Дъстин Роудс и Кю Ти Маршал) (с Али и Бранди Роудс) поб. The Dark Order (Броди Лий, Колт Кабана, Ивъл Уно и Стю Грейсън) (с Ана Джей) | Четворен отборен мач | 15:10 |
| 9                                                                                     | Еф Ти Ар (Кеш Уийлър и Дакс Харууд) (с Тъли Бланчард) поб. Кени Омега и Адам Пейдж (ш) | Отборен мач за Световните отборни титли на AEW                                                                            | 29:40 |
| 10                                                                                    | Ориндж Касиди поб. Крис Джерико като го потапя в казан с мимоза | Мач Мимоза хаос Мачът може да бъде спечелен чрез туш, предаване или пълно потапяне на съперника в казан с мимоза.         | 15:15 |
| 11                                                                                    | Джон Моксли (ш) поб. Максуел Джейкъб Фридман (с Уордлоу) | Индивидуален мач за Световната титла на AEW На Моксли му е забранено да използва завършващото си движение Paradigm Shift. | 23:40 |
| - (ш) – указва шампиона/шампионите в мача - П – показва, че мача се случи преди шоуто | | |       |

### Казино Кралска битка
| Роля   | Влиза             | Ред на елиминиране | Елиминиран от   | Елиминирани |
| ------ | ----------------- | ------------------ | --------------- | ----------- |
| Спатия | Трент Берета      | 9                  | Ланс Арчър      | 1           |
| Спатия | Кристофър Даниелс | 2                  | Джейк Хейгър    | 0           |
| Спатия | Джейк Хейгър      | 6                  | Сони Кис        | 1           |
| Спатия | Дъ Блейд          | 1                  | Уил Хобс        | 0           |
| Спатия | Рей Феникс        | 4                  | Дарби Алин      | 0           |
| Каро   | Франки Казариан   | 12                 | Дъ Бъчър        | 1           |
| Каро   | Уил Хобс          | 16                 | Ланс Арчър      | 1           |
| Каро   | Чък Тейлър        | 5                  | Сантана и Ортис | 0           |
| Каро   | Сантана           | 8                  | Трент           | 1           |
| Каро   | Ортис             | 10                 | Ланс Арчър      | 1           |
| Купа   | Били Гън          | 3                  | Брайън Кейдж    | 0           |
| Купа   | Пентагон Джуниър  | 11                 | Франки Казариан | 0           |
| Купа   | Рики Старкс       | 13                 | Дарби Алин      | 0           |
| Купа   | Брайън Кейдж      | 17                 | Ланс Арчър      | 3           |
| Купа   | Дарби Алин        | 14                 | Брайън Кейдж    | 2           |
| Пика   | Шон Спиърс        | 15                 | Мат Сайдъл      | 0           |
| Пика   | Еди Кингстън      | 20                 | Ланс Арчър      | 1           |
| Пика   | Дъ Бъчър          | 18                 | Мат Сайдъл      | 1           |
| Пика   | Сони Кис          | 7                  | Брайън Кейдж    | 1           |
| Пика   | Ланс Арчър        | -                  | Победител       | 5           |
| Жокер  | Мат Сайдъл        | 19                 | Еди Кинфстън    | 2           |

## Последици
Мат Харди е ранен по време на мача си срещу Сами Гевара, след като Гевара го хвърля през маса, като главата на Харди да се удря в бетонния под под масата. Инцидентът изглежда нокаутира Харди и кара мача да бъде временно спрян. Въпреки че в крайна сметка мачът е подновен, Харди е откаран в болница за допълнителен преглед след приключването на мача. Харди преминава MRI и CT скенер и не е диагностициран с мозъчно сътресение и е изписан от болницата на следващия ден. Той се появява в следващия епизод на Dynamite, за да говори за инцидента. Той заявява, че се очаква да направи 100% пълно възстановяване и ще вземе почивка известно време, докато не получи разрешение да се върне. Той казва, че отмъщението му със Сами Гевара е приключило и че когато се върне, ще се прицели да спечели първата си титла в AEW.
All Elite Wrestling отговаря, като добавя нови протоколи в случай, че се случи подобен инцидент. Съдиите вече могат да използват двупосочна комуникация с медицинския персонал, за да им се обадят, когато е необходимо, и да спрат мачовете. Процедурата е променена малко след All Out, но е официално обявена точно преди следващия турнир. AEW използва протокола, за да оставя мач на Dynamite на 22 октомври между Абадон и Тайнара Конти, който се записва за следващия (28 октомври) епизод (по време на пандемичните ограничения AEW често прави едно шоу на живо и записва следващия епизод на следващия ден следобед, давайки на персонала 12 дни между епизодите). Абадон поема лакът от Конти в гърлото и има затруднения в дишането, което води до официалното спиране, където Абадон е хоспитализирана. Мачът е обявен за без победител и орязан от финалното излъчване, тъй като е по време на запис в четвъртък. По същия начин, по време на епизод на Dynamite от 18 октомври 2022 г., реферът Пол Търнър е видян да натиска бутон, за да извика медицински персонал, след като Адам Пейдж е контузен в мача му срещу Джон Моксли за Световната титла на AEW. Щабът веднага излиза и слага край на мача.
В следващия епизод на Dynamite е обявено, че Ланс Арчър ще получи своя мач за Световната титла срещу Джон Моксли на специалния епизод за годишнината на Dynamite на 14 октомври.

## Отзиви
All Out получава от смесени до отрицателни отзиви от фенове и критици. Джъстин Барасо от Sports Illustrated прави преглед на шоуто, като казва, че „тазвечершното шоу All Out не отговаря на този висок стандарт за съвършенство, натъквайки се на литания от препятствия, включително липса на смяна на шампион, ограничена публика и почти катастрофален спот с участието на Мат Харди". Брент Брукхаус от CBS Sports заявява, че „докато AEW All Out може да е завършило с гръм и трясък под формата на състезателен и забавен мач за световната титла, трайните спомени от шоуто вероятно ще бъдат нещата, които не са се развили по план. И, за първи път в историята на компанията платен турнир може да се разглежда като разочароващ.". Will Pruett от Pro Wrestling Dot Net го обявява за „първото лошо pay-per-view“ на AEW.
Много критики са дадени на лошото справяне с контузията на Мат Харди по време на мача му със Сами Гевара. По време на пресконференцията след шоуто All Out, Тони Хан говори за решението да спре мача първоначално, като казва, че „Мат беше паднал в мача и аз го спрях, спрях мача на пауза и изпратих лекаря да провери. Бях загрижен, че Мат може да бъде наранен, така че натиснах звънеца, за да спра мача". На въпрос за решението на д-р Майкъл Сампсън да остави Харди да продължи, Хан казва, че „когато лекарят го провери той го освободи от протокола“. След това той добавя, че „имаше достатъчно време [за вземане на това решение]. Лекарят го освободи. Мат не го притискаше и д-р [Майкъл] Сампсън нямаше да бъде принуден да освобождава когото и да било. Той изважда хора без колебание, независимо дали става въпрос за кръвен тест или за нараняване, той е наистина строг по отношение на тези неща. Тези хора там никога не биха се противопоставили на решението на лекаря и най-важното, че Мат не би могъл да отмени решението му, нито със самия лекар, нито с мен, което е първото и най-важно нещо, Мат също искаше да продължи, но лекарят го освободи."